# Iron Kid
Iron Kid, conosciuto anche col titolo statunitense Eon Kid, è una serie televisiva animata, frutto di una coproduzione tra Spagna, Corea del Sud e Stati Uniti. La serie è fatta completamente in computer grafica. La prima stagione è andata in onda in Italia prima su Hiro dal 9 gennaio 2009, e successivamente, dal 16 giugno 2009, su Italia 1 per la prima volta in chiaro nella fascia del lunch-time, per poi essere spostata dal 19 luglio 2009 nelle mattinate dei week-end.

## Trama
Marty è un ragazzo undicenne come tanti altri che vive nel futuro. Il ragazzo ha come aiutante un cane robot di nome Buttons, che sa anche parlare. Un giorno trova in una miniera il "pugno di ferro", un'arma leggendaria che rende invincibili. Da questo momento, il ragazzo cerca di sfuggire a chi si vuole impadronire del pugno, ma nello stesso tempo si allena per diventare il degno erede dell'arma da lui ritrovata. Ad accompagnarlo, oltre a Buttons, c'è Ally, una ragazza che è fuggita con lui per ribellarsi al suo patrigno, che si era alleato con i nemici.

## Doppiaggio
- Renato Novara: Marty
- Marcella Silvestri: Ally
- Diego Sabre: Buttons
- Claudio Moneta: Gaff

## Sigla
La sigla italiana della serie è cantata da Antonio DiVincenzo.

## Episodi
La prima stagione della serie è stata trasmessa in Corea del Sud a partire dal 6 aprile 2006 e in Spagna a partire da novembre dello stesso anno, prima su Jetix e poi su La 2.